# 尊室晃
尊室晃（越南语：／；1771年—1801年），廣南阮主宗室，阮朝官員、將領。
尊室晃是尊室㫛的兒子，入嘉定後獲職屬內該隊，跟隨阮福映征討；後升班直左衛副衛尉、轉銳威衛衛尉。阮王辛酉二十一年（景興六十二年、1801年），阮福映攻打舊京，尊室晃在八月和西山朝軍隊於河靜省神投山交戰，調撥阮繼潤卻不出並協助，令他孤軍深入，最後士兵潰散，尊室晃亦戰死；阮福映得知此事後大感惋惜，並誅殺阮繼潤。
明命六年（1825年），尊室晃的兒子尊室晞上表請求追封父親，明命帝接受其請求，追贈統制，諡敏善。